# Trencaclosques (camuflatge)
|  | Per a altres significats, vegeu «Trencaclosques (desambiguació)». |

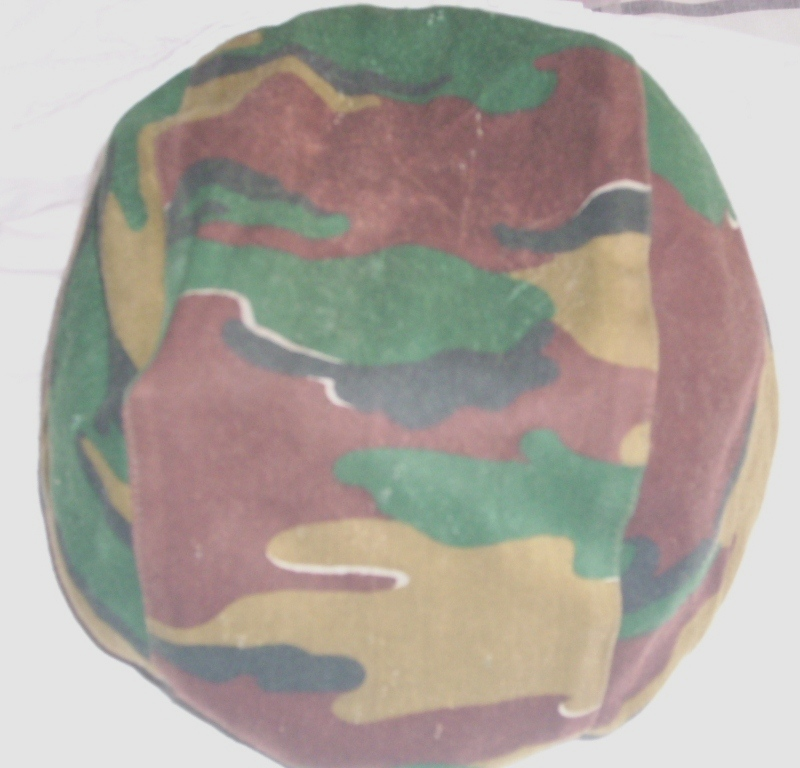
Exemple clàssic de patró de trencaclosques: funda mimètica belga en patró ABL (segona versió, 1989)

Un patró de trencaclosques, o patró trencaclosques, és un patró mimètic clapejat en què la forma de les clapes evoca peces de trencaclosques. El nom, merament descriptiu, prové de l'anglès (puzzle o jigsaw), i li fou atribuït per estudiosos de la uniformologia mimètica.
El grup de trencaclosques es compon, d'una banda, del patró belga ABL i, de l'altra, de certs patrons que, sense filiació amb l'ABL, tipològicament poden entrar en la definició.

## El trencaclosques prototípic: l'ABL belga
El patró de trencaclosques prototípic, i fundacional, és l'inconfusible ABL belga (ABL essent sigla de Armée belge/Belgisch leger, 'Exèrcit Belga').
El patró ABL ha tingut almenys tres versions successives (1956, 1989 i 1999),
però en conjunt pot dir-se que consta de grans clapes (de la forma ansdita) en marró rogenc, verd jungla fort i ocre clar groguenc, més clapes menors en negre, amb petits espais blancs esparsos entre les clapes grosses. Les clapes connecten les unes amb les altres fins a ocupar tot l'espai, de manera que no hi ha fons pròpiament dit; alternativament podria dir-se que el fons és el verd, però a causa de la distribució aquest fons pot ben interpretar-se com un de tants conjunts de clapes.

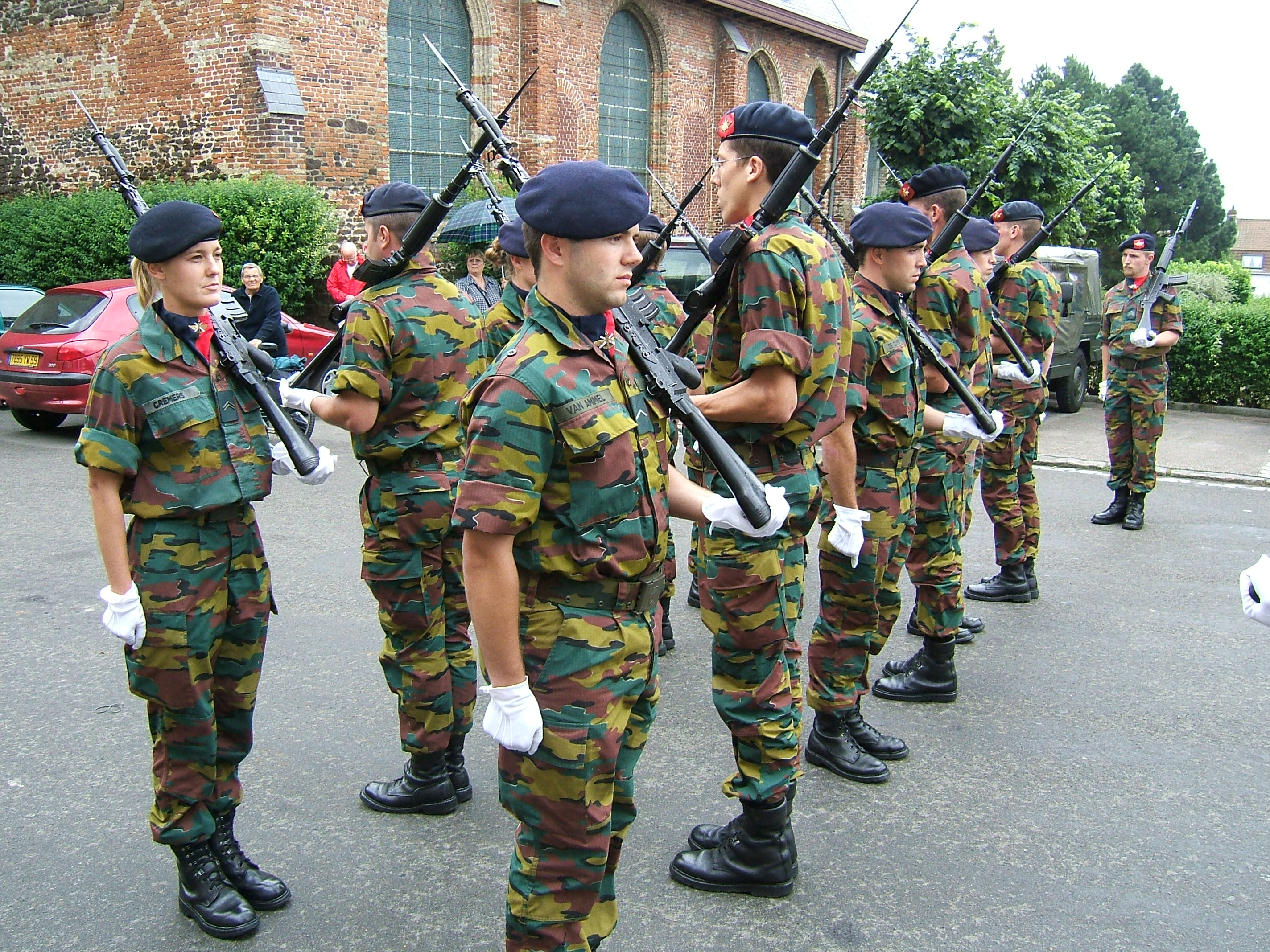
Patró de trencaclosques: soldats belgues uniformats del patró ABL (tercera versió, 1999)

El patró ABL va néixer el 1956 per a equipar les forces especials belgues. D'ençà el 1994 s'usa en l'uniforme de campanya de la totalitat de l'exèrcit (fins llavors uniformat de verd oliva). D'aquesta manera, l'exèrcit belga compta amb un patró mimètic característic i pràcticament privatiu.
D'ençà 2004 l'ABL té versió desèrtica, en tres tons de caqui.

## El grup trencaclosques
Com dèiem més amunt, el grup trencaclosques, merament tipològic, pot incloure també altres patrons clapejats en què les clapes evoquen peces de trencaclosques. Els especialistes (vegeu, per exemple, l'article de Camopedia, més avall) inclouen en el grup certs patrons de les Filipines, Polònia i Iugoslàvia; però aquests també podrien definir-se com a ameboides.

## Reputació
Trencaclosques per antonomàsia, internacionalment el patró ABL té fama d'ésser un dels més vistosos i xocants de la història (vora el telo mimetico, l'Alpenflage i el mlok, per exemple). D'ací que recurrentment els afeccionats a la militària s'interroguin sobre l'eficàcia del patró. Aquesta sembla corroborada per fonts belgues que l'han experimentat.